# Шокшон
Шокшон (вьет. Sóc Sơn) — уезд Вьетнама (huyện), один из семнадцати сельских уездов, входящих в состав Ханоя. Площадь — 307 км², население — 257 тыс. человек, административный центр — город Шокшон.

## География
Уезд Шокшон расположен на севере от центра Ханоя (один из четырёх сельских уездов левобережного Большого Ханоя). На западе он граничит с провинцией Виньфук, на севере — с провинцией Тхайнгуен, на северо-востоке — с провинцией Бакзянг, на юго-востоке — с провинцией Бакнинь, на юге — с уездом Донгань, на юго-западе — с уездом Мелинь.

## Административное деление
В настоящее время в состав уезда Шокшон входят один город (thị trấn) — Шокшон и 25 сельских общин (xã) —
Бакфу (вьет. Bắc Phú), Бакшон (вьет. Bắc Sơn), Донгсуан (вьет. Đông Xuân), Дыкхоа (вьет. Đức Hòa), Хьеннинь (вьет. Hiền Ninh), Хонгки (вьет. Hồng Kỳ), Кимлу (вьет. Kim Lũ), Майдинь (вьет. Mai Đình), Миньфу (вьет. Minh Phú), Миньчи (вьет. Minh Trí), Намшон (вьет. Nam Sơn), Фукыонг (вьет. Phú Cường), Фулинь (вьет. Phù Linh), Фуло (вьет. Phù Lỗ), Фуминь (вьет. Phú Minh), Куангтьен (вьет. Quang Tiến), Танзан (вьет. Tân Dân), Танхынг (вьет. Tân Hưng), Танминь (вьет. Tân Minh), Тханьсуан (вьет. Thanh Xuân), Тьендыок (вьет. Tiên Dược), Чунгзя (вьет. Trung Giã), Вьетлонг (вьет. Việt Long), Суанзянг (вьет. Xuân Giang), Суантху (вьет. Xuân Thu).

## Транспорт

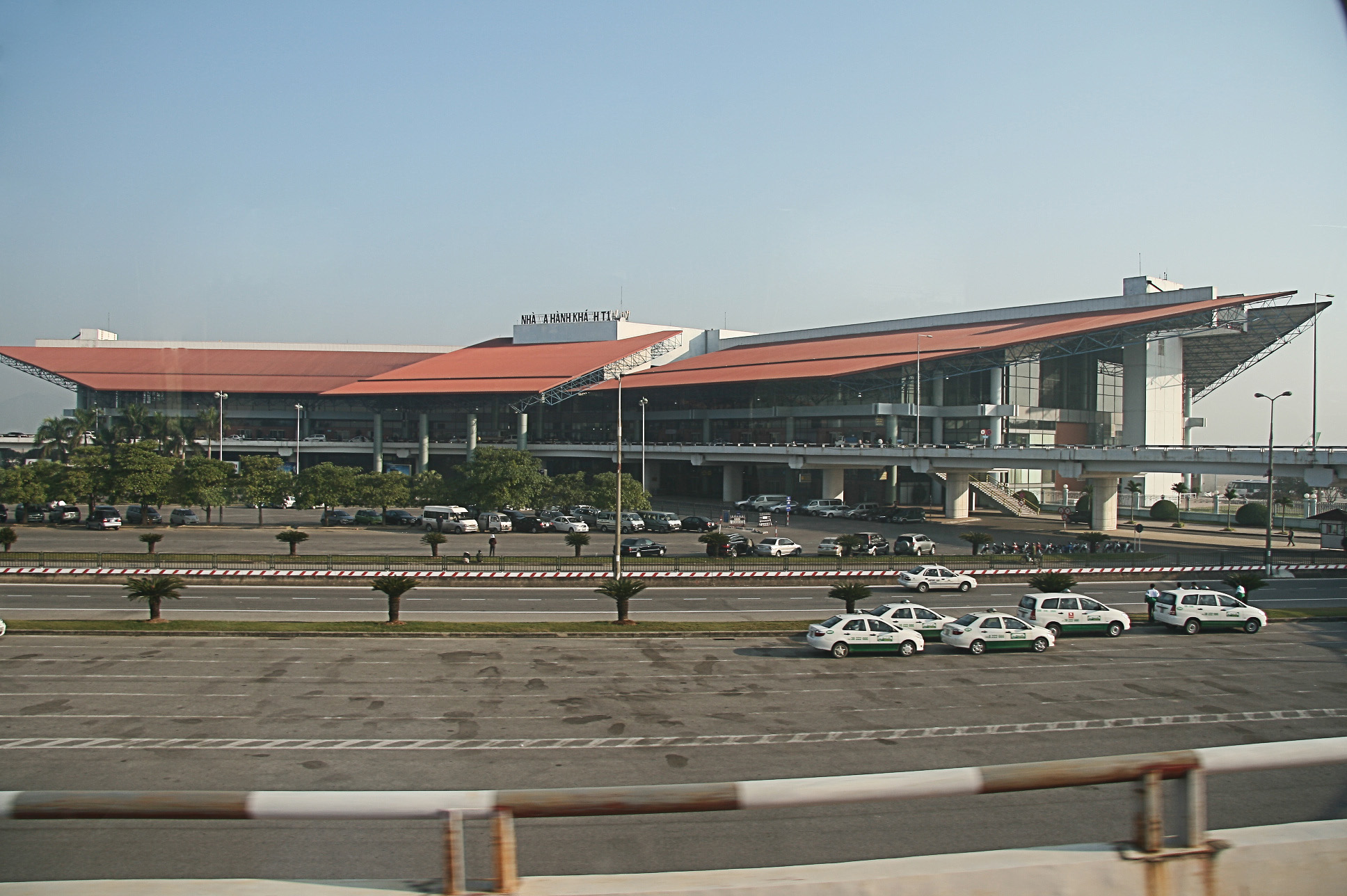
Международный аэропорт Нойбай

В уезде пересекаются национальные шоссе № 2А, № 3 и № 18, скоростные шоссе № 7 Ханой — Тхайнгуен и № 5 Нойбай — Лаокай (эти шоссе обслуживают самый напряжённый автомобильный трафик северного Ханоя). Ещё одна скоростная автомагистраль связывает центр Ханоя с международным аэропортом Нойбай. Также через Шокшон проходит железная дорога, связывающая Ханой с северными районами страны (в уезде на этой линии имеются две небольшие железнодорожные станции).
В южной части уезда расположен международный аэропорт Нойбай — крупнейший аэропорт Ханоя и всего Северного Вьетнама (по состоянию на 2015 год обслужил более 17 млн пассажиров). Власти столицы планируют значительно расширить имеющиеся мощности, построив вторую очередь аэропорта на площади в 720 га (территория общин Фуминь, Фукыонг и Майдинь).

## Экономика
В районе аэропорта Нойбай расположены топливный терминал, несколько отелей (Dragon Airport Hotel, Noibai Airport Hotel, Phuong Nam Hotel, Airport View Hotel, Bong Sen Noi Bai Hotel, Thanh Huong Airport Hotel, Duc Quynh Hotel, Van Anh Hotel, Family Transit Hotel, Dong Duong Airport Hotel, Avi Transit Hotel, Viet Village Hotel) и большая промышленная зона.
В промышленной зоне Нойбай (Noi Bai Industrial Zone) расположены предприятия Sumitomo Metal Industries, Nippon Mechatronic, Rhythm Precision Vietnam, Kyoei Manufacturing Vietnam, Armstrong Component Vietnam, Spindex, Leakless Vietnam, Vietnam Steel Products, Vietnam Safety Products & Equipment, United Motor. В северо-восточной части уезда расположен завод Yamaha Motor Company. В общине Миньчи базируется завод 19-8 Mechanical Joint Stock Company по выпуску автомобильных рессор.
В уезде имеется множество кустарных цехов и мастерских, мелких и средних предприятий по производству продуктов питания, стройматериалов, одежды и обуви. Власти ведут борьбу с печами для обжига кирпича и черепицы, которые загрязняют окружающую среду. Другой экологической проблемой уезда является крупная свалка в общине Намшон.
В Шокшоне расположено множество мелких озёр и рек, популярных у ханойцев во время выходных и праздников (многие из них оборудованы зонами для барбекю и активного отдыха). Также в уезде находится ханойский гольф-клуб Sân Golf.

## Культура

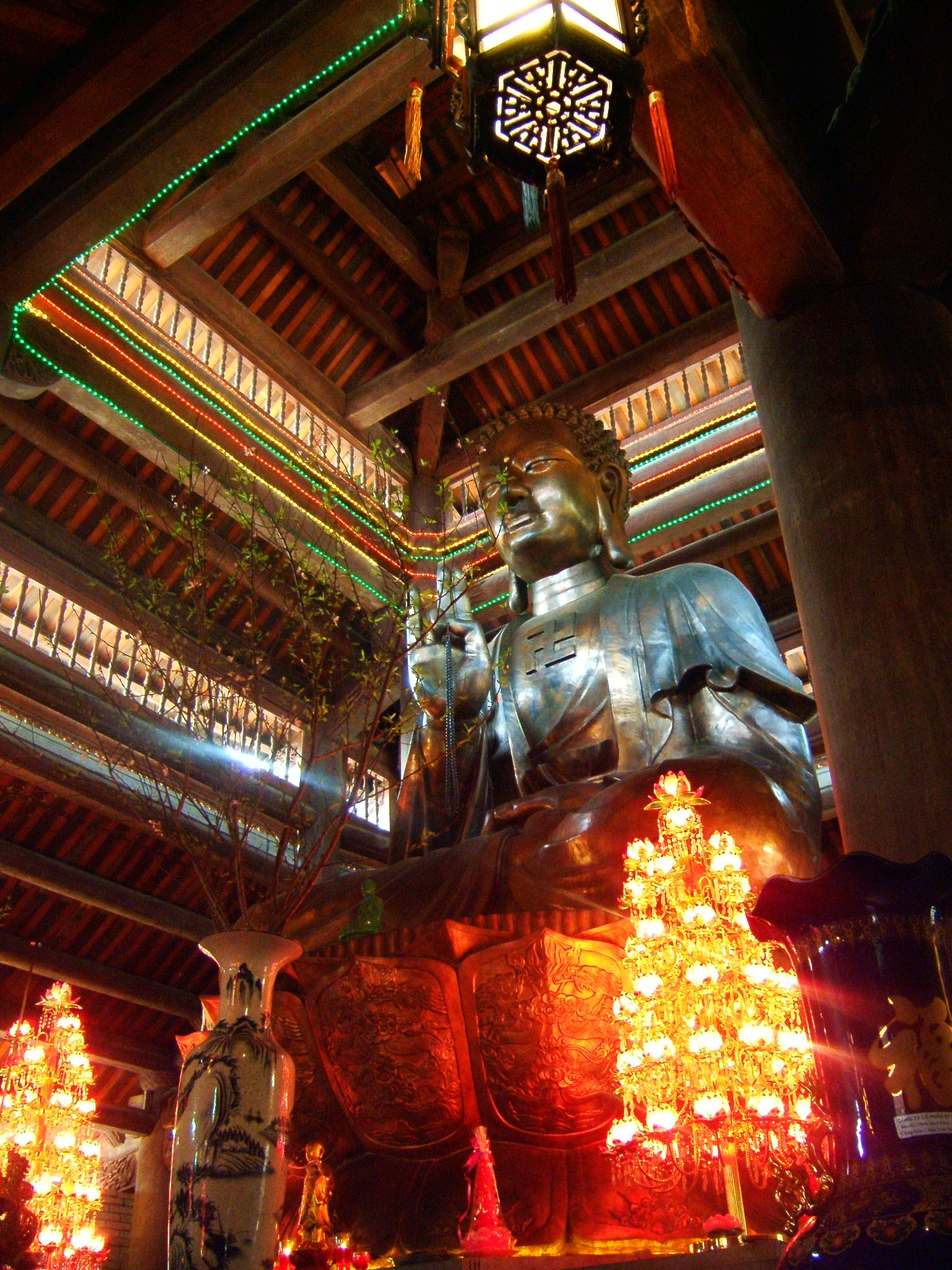
Бронзовая статуя Будды в храме Нонныок

В храме Шокшон общины Фулинь проходит праздник Хойзёнг (вьет. Hội Gióng), посвящённый мифическому народному герою Тхань Зёнгу (вьет. Thánh Gióng) — одному из «четырёх бессмертных» (сопровождается борьбой за бамбуковые цветы и избиением чучела, символизирующего полководца захватчиков Иня). В деревне Тханьнян общины Тханьсуан проводится храмовый праздник, также посвящённый Тхань Зёнгу (сопровождается многочисленной процессией окрестных деревень и поклонением бронзовым статуям розовых и белых лошадей).
В деревне Суанзук (вьет. Xuân Dục) общины Танминь проходит местный праздник, посвящённый Лак Лонг Куану и Ау Ко (сопровождается игрой хуккау (вьет. húc cầu) с использованием тяжёлого деревянного шара, символизирующего солнце). В деревне Суанлай (Xuân Lai) общины Суантху проводится храмовый фестиваль, посвящённый божеству-покровителю по имени Донг и сопровождаемый борьбой, соревнованиями по переноске воды и разжиганию огня для приготовления риса, другими играми.
В общине Хьеннинь расположен художественный музей Вьетфутханьтьыонг (вьет. Việt Phủ Thành Chương), который включает старинный дворец и парковую зону с искусственным водоёмом; во дворце выставляются работы вьетнамских художников и коллекция антиквариата.

## Образование
В общине Фулинь, рядом с пагодой Нонныок (вьет. Non Nước), которая входит в храмовый комплекс Шокшон, расположенный в одноимённых горах, находится Буддийский институт Вьетнама. В уезде базируется несколько престижных колледжей, в том числе с преподаванием на иностранных языках.